# Plaza de toros de Almendralejo
La plaza de toros de Almendralejo es un coso taurino de la ciudad española de Almendralejo, en la provincia de Badajoz. Cuenta con el estatus de Bien de Interés Cultural.

## Ubicación
La plaza de toros de Almendralejo, en Extremadura, se sitúa junto a la antigua carretera N-630, la calle Santa Marta y el parque de La Piedad. Junto a la plaza se localiza una antigua alcoholera, edificio rehabilitado con destino a Museo del Vino. La plaza de toros se sitúa exenta en un espacio abierto. Junto a la misma es visible un antiguo depósito de agua datable en la mitad del siglo XX. El edificio del coso posee un cerramiento, así como los toriles, en sus lados noreste y este. El edificio es actualmente propiedad del Ayuntamiento de Almendralejo.

## Historia
Levantada a mediados del siglo XIX, un momento de gran prosperidad económica vinculada a la vid, el olivo y las industrias de transformación relacionadas con estos cultivos. Fruto de este esplendor será la construcción de numerosos edificios en la segunda mitad del siglo XIX y comienzos del XX, como el mercado de abastos, las escuelas públicas, el palacio de justicia, el Teatro Carolina Coronado, el Círculo Mercantil y Agrícola o el edificio del Obrero Extremeño.
El origen de la plaza actual se sitúa en el coso anterior del siglo XIX, reseñado por Pascual Madoz y por Coello. María del Mar Lozano Bartolozzi y Moisés Bazán de Huerta califican la plaza como un «hito relevante de la arquitectura extremeña». Según esta publicación se construyó la plaza original por los alarifes Pedrera y Tinoco y se inauguró en 1843. Más tarde, en 1881, según Francisco Zarandieta Arenas, se efectuaría una reforma de la misma que aumentó el número de localidades. Pero sería en 1912, según una inscripción existente en el graderío próxima a la Puerta de Sombra, cuando se remodela la plaza adquiriendo su aspecto actual en estilo neomudéjar. El aspecto neoárabe del edificio sigue el modelo de la plaza de toros de Madrid, ya desaparecida, de Emilio Rodríguez Ayuso. Según Francisco Zarandieta Arenas el proyecto se encargó al sevillano Lorenzo de los Santos.
Fue declarado Bien de Interés Cultural, en la categoría de monumento, el 9 de septiembre de 2014, mediante un decreto publicado en el Boletín Oficial del Estado el 21 de octubre de ese mismo año.

## Descripción

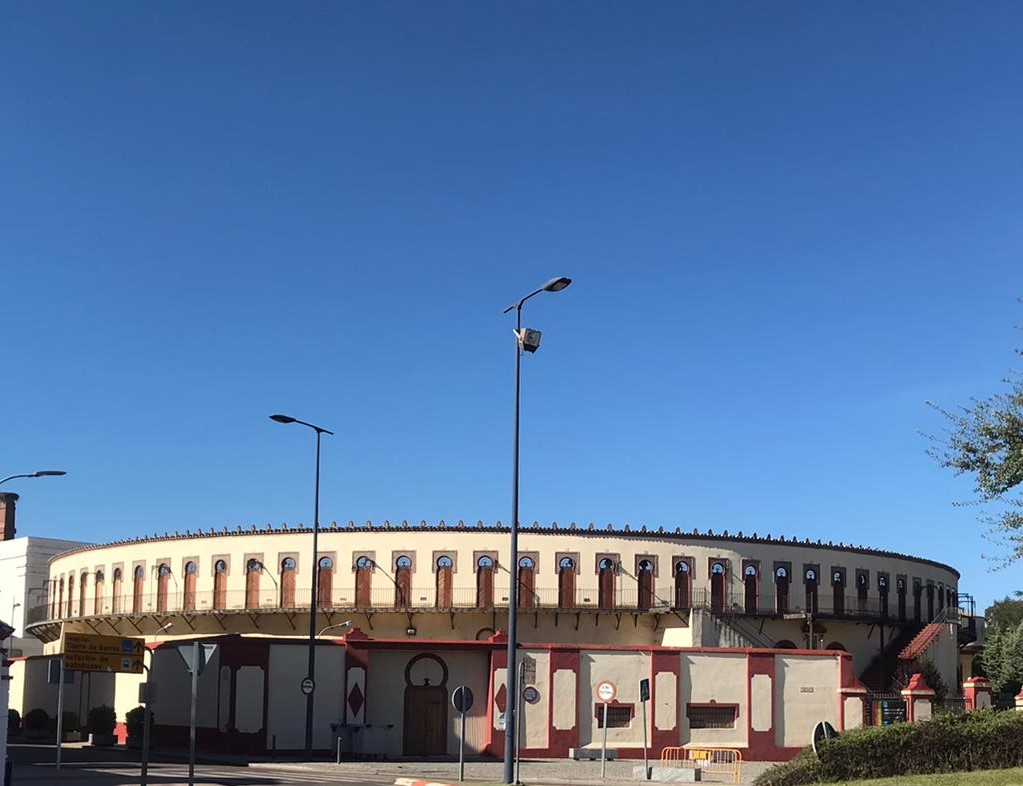
Plaza de toros de Almendralejo

La plaza tiene capacidad para 6000 personas y el coso mide 51 metros de diámetro. Está construida mediante mampostería, ladrillo y tapial. La estructura está constituida por arcos apuntados sobre los que apoyan bóvedas que soportan el graderío. Esta galería recibe iluminación exterior a través de numerosos óculos. La galería subterránea se divide en diferentes tramos. Es característico el uso de bodega en esta zona, localizándose en ella numerosos conos de vino, aspecto característico del edificio.
Tal y como se ha indicado, en los lados noreste y este un cerramiento de fábrica y forja y los toriles cierran el recinto. En este espacio acotado existe un pequeño jardín, un pozo de ladrillo visto de curiosa estructura construido mediante arcos apuntados y bóveda de cañón que cobijan un brocal de granito y unas escaleras que permiten el acceso directo a un balcón corrido existente en el exterior de la plaza en su segundo cuerpo. En las escaleras destacan dos columnas de hierro características de la arquitectura de finales del siglo XIX y de comienzos del siglo XX. En el rellano de la escalera, en la fachada de la plaza, es visible un panel de azulejos con representación de la Virgen, bajo un tejadillo cerámico.
Exteriormente en planta baja se sitúan los accesos a la plaza mediante arcos de herradura. En un segundo cuerpo es visible el balcón corrido citado de metal al que dan gran número de vanos de arcos de herradura enmarcados en alfiz con las enjutas de azulejo. Destacables son también los trabajos de forja con relieves de bustos de torero en los vanos de la plaza inferiores y superiores. Interiormente, además del ruedo, la plaza tiene callejón con cuatro entradas directas y cuatro burladeros de madera a la arena. Existen otros catorce burladeros construidos en mampostería adosados junto a la barrera.
El elemento más destacado es la andanada superior, la cual consta de arquería de hierro fundido, labrada en el mismo estilo neomorisco que el resto de la construcción. Finas columnas de filiación neonazarí y arcos de herradura angrelados de hierro soportan la cubierta de madera y teja árabe. En las enjutas de los arcos es destacable la decoración geométrica. También destacan los motivos taurinos en la barandilla que separa la andanada superior del resto del graderío. La presidencia, lógicamente, adquiere una mayor presencia al ser más alto el palco que el resto de la andanada. Almenas escalonadas coronan el segundo cuerpo.
Las características arquitectónicas de la construcción incluyen materiales y técnicas que habitualmente aparecen o aparecían en la vivienda tradicional de la localidad y comarca –piedra, ladrillo, cal, mampostería– lo cual hace que la construcción deje entrever una arquitectura puramente funcional, con escasa o sobria ornamentación, más conectada con lo vernáculo o tradicional que con lo monumental, antes de las transformaciones que se producen, como ya se ha reseñado a primeros del siglo XX. Desde el punto de vista etnológico, esto es especialmente interesante, pues nos sirve para señalar como, en determinadas ocasiones, inmuebles de corte histórico-monumental toman préstamos de la arquitectura más intuitiva propia de la vivienda o edificios de corte popular existentes en su entorno inmediato.
La bodega anexa a la construcción, conforma unas dependencias asociadas a la explotación vitivinícola de la comarca aún no conectadas con la producción a gran escala del vino en la localidad y comarca que se desarrolló, sobre todo, desde mediados del siglo XX, cuando las grandes explotaciones empezaron a afianzar el típico paisaje cultural almendralejense y fueron dejando de lado la llamada «agricultura promiscua», que entremezclaba la vid y el olivo. En este sentido, la bodega, inserta de forma un tanto insólita en un espacio como una plaza de toros, es un ejemplo de la producción y distribución del vino en el Almendralejo previo a la gran reconversión agraria que se produjo desde mediados y finales de los años cincuenta del siglo XX. Es sabido que el vino se asocia tanto a pequeñas producciones de autoconsumo, como a otras asimilables a la industria. Almendralejo es una referencia de ambas realidades, pues las producciones tradicionales, familiares o de pitara que abundaban por doquier en la localidad fueron dando el salto, en su momento, a la producción a gran escala, la cual ha acabado por imponerse, con los consecuentes cambios, no solo técnicos, sino también asociados a los saberes y cultura del trabajo de los productores locales que experimentaron dicha evolución, de ahí el valor de esta construcción anexa al edificio principal.